# VIVA 월드컵
VIVA 월드컵은 FIFA에 가입하지 않은 나라들의 국제적인 축구대회이다. 2006년 옥시타니아에서 제 1회 대회가 열렸으며, 네 팀이 참가하였다. 이 중 남카메룬은 비자 문제로 인하여 대회에 참가하지 못하였다. 이 대회는 첫 우승국은 사미이다. 2년마다 열리는 대회이며, 우승 팀에게는 남아프리카 공화국 대통령의 이름을 딴 넬슨 만델라 트로피가 수여된다.
다음 대회는 2008년에 1회 대회 우승 팀인 사미 축구 국가대표팀 주관으로 2008년 7월 7일부터 13일까지 열렸다. 사미는 사미인들이 조직한 축구협회의 이름이다. 2회 대회의 개최지는 스웨덴의 라플란드 지역에 위치한 갈리베르라는 도시이다. 2012년 마지막 대회 이후로는 CONIFA 월드 풋볼컵이 그 취지를 계승해서 열리고 있다.

## 토너먼트의 배경

### 첫 대회
2005년 4월, NF-보드는 북키프로스가 VIVA 월드컵의 첫 대회를 개최하기로 했다고 발표했다. 2005년 11월에 북키프로스는 북키프로스 튀르크 공화국 축구 연맹 (KTFF)의 설립 50년을 기념하기 위해 KTFF 50주년 기념 대회를 NF-보드의 협조로 개최하였다. 여기에는 NF-보드 회원국인 사미와 FIFA 비회원국인 코소보가 참가하였다. NF-보드는 회원국의 수로 미루어 보아 16개 국이 참가하기를 원했다.

### 논쟁
2005년 봄, 북키프로스 튀르크 공화국에서 새 정부가 선출되었다. 새 정부의 국무총리는 잠재적인 정치적 논쟁을 막기 위해 몇몇 국가의 참가에 대한 제한을 주장하였다. 이에 NF-보드 측에서는 이전의 권리를 주장하였다. 북키프로스 튀르크 공화국 축구 연맹으로서는, NF-보드가 불합리한 요구를 하고 있다고 주장하였다.
이 논쟁의 결과는 NF-보드가 대회의 개최권을 오시타니아에게 주는 것으로 결론지어졌다. 이에 답하여 북키프로스 튀르크 공화국 축구 연맹 측에서는 VIVA 월드컵과 같은 시기에 개최할 그들만의 대회인 ELF 컵을 개최한다고 발표했다. 몇몇 NF-보드 회원국은 ELF 컵의 참가에 대한 제안을 승낙하였다.

### 오시타니아 2006
오시타니아는 2006년 11월 19일부터 25일까지 대회를 개최한다고 발표했다. 참가국의 수는 ELF 컵의 영향으로 8개로 축소하였다. 그러나 대회 기준에 적합한 팀은 여섯 팀이 전부였다. (모나코, 로마인, 사미, 남카메룬, 서파푸아와 개최국인 오시타니아)
그러나, 서파푸아와 남카메룬의 2006년 9월에 열린 NF-보드 총회에서 불참을 알려왔고, 또 로마인(집시로 잘 알려짐)은 보급의 문제 때문에 참가여부가 불확실하다고 알려왔다. 이렇게 되면 단 세팀으로 대회를 진행해야 한다. 다행히도, 남카메룬이 대표팀을 보낸다고 하여 처음 예상했던 것보다 12팀이 줄어든 4팀으로 대회를 치르게 되었다.
남카메룬이 비자 문제로 인하여 대회에 참가하지 못했다. 따라서 그들의 경기 결과는 모두 부전승으로 처리되었다.

### 사미 2008
2006년 VIVA 월드컵에서 우승한 사미가 개최국이 되어 2008년 7월 7일부터 7월 13일까지 열렸다. 이에 대한 참가국은 개최국인 사미, 파다니아, 프로방스, 쿠르드 자치주, 아람 시리아 등이 참가하였고, 여자 축구에서는 개최국 사미와 쿠르드 자치주가 참가하였다. 마사이, 고조, 서파푸아, 티베트, 그린란드, 잔지바르, 리예카 등도 참가 의사를 밝혔지만 참가하지 않았다. 2008 VIVA 월드컵 남자부우승국은 파다니아가 되었고, 준우승국은 아람 시리아가 되었다. 그리고 여자부 우승국은 사미가 되었다.

### 파다니아 2009
2008년 VIVA월드컵에서 우승한 파다니아가 개최국이 되어 2009년 6월 21일부터 6월 28일까지 열렸다. 이 대회 참가국은 개최국인 파다니아, 옥시타니아, 쿠르드 자치주, 프로방스, 사미, 고조 등이 참가하였다. 2009 VIVA 월드컵 우승국은 지난번 대회에 이어 파다니아가 되었고, 준우승국은 쿠르드 자치주가이 되었다.

### 고조 2010
2010년 5월 29일부터 6월 6일까지 이탈리아 고조섬에서 열렸다. 이전 대회에 참가했던 파다니아, 옥시타니아, 쿠르드 자치주, 프로방스, 고조 외에 양시칠리아 왕국 대표팀이 처음으로 대회에 참가했다. 2010 VIVA 월드컵 우승국은 지난번 대회와 동일한 상대인 쿠르드 자치주를 꺾은 파다니아이며 대회 3연패를 하게 된다.

### 쿠르디스탄 2012
2012년 6월 4일부터 9일까지 이라크 쿠르드 자치주에서 열렸다. 이번 대회에는 가장 많은 팀인 9개 팀이 참가했으며 이전에 참가했던 쿠르드 자치주, 프로방스, 옥시타니아 외에 북키프로스, 잔지바르, 서사하라, 타밀일람 대표팀, 라에티아 대표팀, 다르푸르 대표팀이 참가했다. 쿠르드 자치주가 북키프로스를 꺾고 첫 우승을 차지했다.

## VIVA 월드컵 결과
| 연도          | 개최지     |            | 결승   | 결승        | 결승       |               | 3, 4위 전  | 3, 4위 전 | 3, 4위 전 |
| 연도          | 개최지     | 우승       | 점수   | 준우승      | 3위        | 점수          | 4위        |           |           |
| 2006년 자세히 | 오시타니아 | 사미       | 21 : 1 | 모나코      | 오시타니아 | 기권          | 남카메룬   |           |           |
| 2008년 자세히 | 사미       | 파다니아   | 2 : 0  | 아람 시리아 | 사미       | 3 : 1         | 쿠르디스탄 |           |           |
| 2009년 자세히 | 파다니아   | 파다니아   | 2 : 0  | 쿠르디스탄  | 사미       | 4 : 4 (5 - 4) | 프로방스   |           |           |
| 2010년 자세히 | 고조       | 파다니아   | 1 : 0  | 쿠르디스탄  | 오시타니아 | 2 : 0         | 양시칠리아 |           |           |
| 2012년 자세히 | 쿠르디스탄 | 쿠르디스탄 | 2 : 1  | 북키프로스  | 잔지바르   | 7 : 3         | 프로방스   |           |           |

## 같이 보기
- ELF 컵
- FIFI 와일드 컵
- CONIFA 월드 풋볼컵